# 薮田和樹
薮田 和樹（やぶた かずき、1992年8月7日 - ）は、広島県広島市東区出身のプロ野球選手（投手）。右投右打。広島東洋カープを経て、オイシックス新潟アルビレックス・ベースボール・クラブ所属。
妻はモデル、タレントのkaruna。

## 経歴

### プロ入り前
広島市立矢賀小学校・広島市立二葉中学校卒。中学時代は広島安芸リトルシニアでプレー。岡山理科大学附属高校では、1学年上の九里亜蓮に続く有望な投手と目されていたが、3年時に右肘を疲労骨折し、目立った成績は残せなかった。
高校卒業後は亜細亜大学で野球を続けたものの、右肘の骨折が再発し、3年時に東都リーグ戦へ2試合登板、しかし4年時に右肩を痛め、リーグ戦に復帰できないまま大学野球生活を終えた。1部リーグ通算2試合に登板、0勝0敗、防御率0.00。
2014年10月23日、ドラフト会議で広島東洋カープから2位指名を受け、11月25日、契約金7000万円、年俸1000万円で仮契約を結ぶ。大学時代の同期にはDeNAに1位指名された山﨑康晃らがいる。

### 広島時代

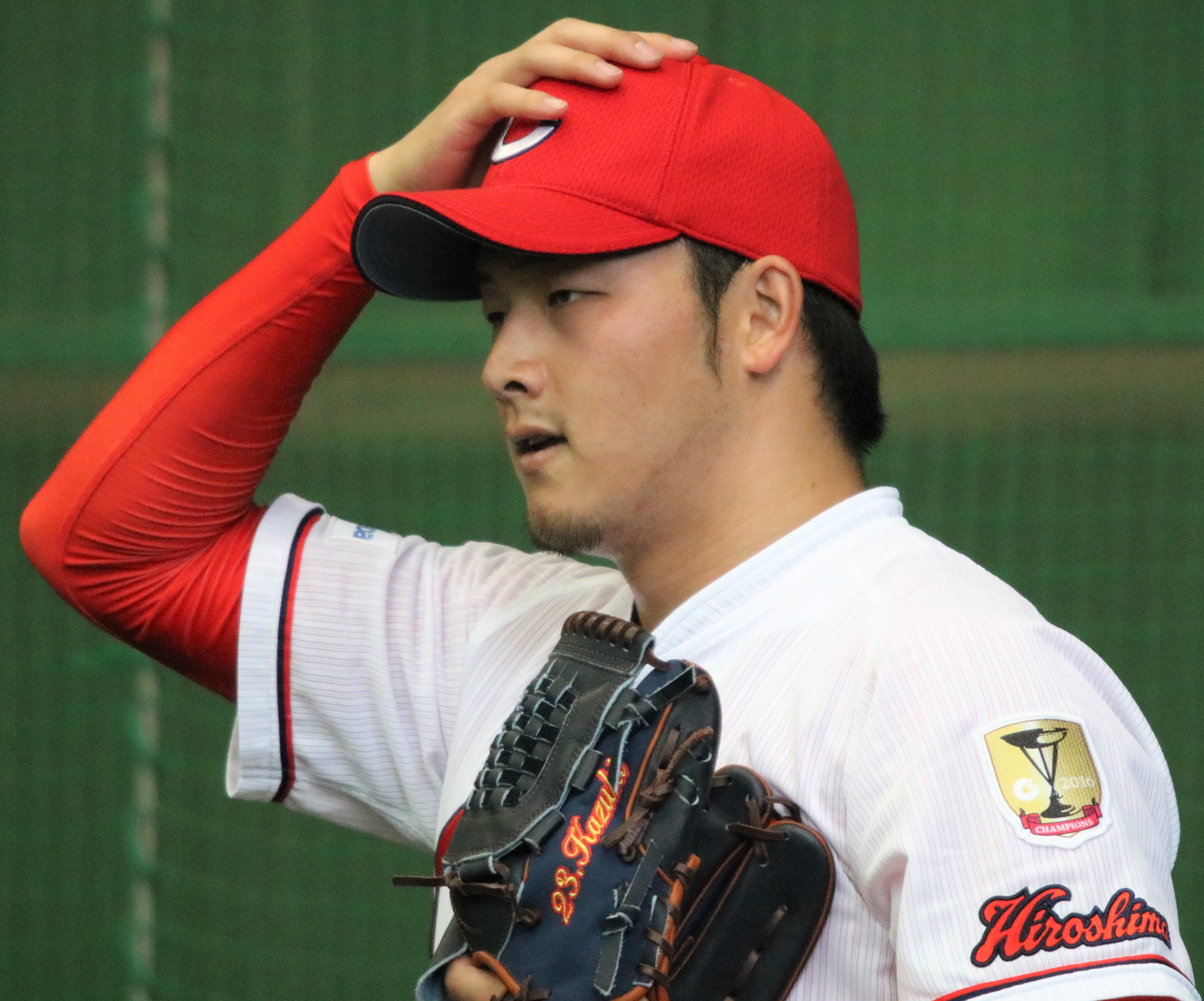
広島時代
（2017年11月7日 日南市天福球場ブルペン）

2015年は、故障を抱えた状態でのスタートだったが、春季キャンプで1年ぶりに投球練習を行い、3月25日のウエスタン・リーグ対中日ドラゴンズ戦（由宇）で二軍初登板。4月28日に、チームから唯一「侍ジャパン大学日本代表 対 NPB選抜」のNPB選抜に選出されたが出場辞退。7月1日に一軍に初昇格し、初登板初先発した同日の対読売ジャイアンツ戦（東京ドーム）で、5回2失点で初勝利、直球は自己最速の153km/hを計測。
2016年は、中継ぎを中心に16試合に登板し、8月31日の横浜DeNAベイスターズ戦では福井優也のアクシデントで緊急先発をし、6回2安打無失点など、終盤に3勝。
2017年は、開幕一軍入りし当初はリリーフだったが、交流戦から先発に転向し、6月13日のオリックス・バファローズ戦（三次）では金子千尋と投げ合い8回を無失点に抑え、8月12日の巨人戦（マツダスタジアム）では菅野智之との投げ合いを1対0で制し、プロ入り初の完封勝利。自己最多の15勝を挙げ自身初タイトルとなる最高勝率を獲得。10月12日に第1回アジア プロ野球チャンピオンシップの日本代表に選出される。CSファイナルステージでは第1戦で先発し、5回コールドながらCS初登板完封勝利を挙げた。第4戦にも先発したがレギュラーシーズンでも未経験の中4日の登板間隔が影響し、4回0/3を4失点でKOされ敗戦投手となった。
2018年は、開幕4戦目に先発し勝利したものの5回を投げ四死球7とコントロールに苦しみ、次の登板でも5回を投げ四死球8の内容で先発ローテーションから外された。リリーフでは一定の成果を挙げたことにより4月30日の対阪神タイガース5回戦で先発復帰したが、4回を投げ7四死球の内容で二軍落ち。その後一軍に復帰しても不振の投球で即二軍落ちを二度経験し、わずか9試合に登板で2勝1敗、防御率5.74に留まった。26.2投球回に対し与四球32。しかし二軍では16試合の登板で7勝0敗、防御率2.55だった。
2019年は、不調で一軍ではわずか4試合の登板で0勝2敗防御率9.24の大乱調でプロ入り後初の未勝利に終わった。二軍でも20試合6勝8敗1セーブ防御率3.98と苦しんだ。
2020年は、初登板が開幕から10日後となったが、中継ぎで5試合無失点と好投。7月16日の対巨人戦にてシーズン初先発したが、3回3失点でノックアウトされ敗戦投手となった。その後は再びリリーフでの登板が主だったが、9月13日の対阪神戦で3か月ぶりの先発、しかし結果は2回5失点でノックアウト即二軍落ちとなった。10月22日の対阪神戦で1か月ぶりに昇格すると先発として6回2失点8奪三振で二年ぶりの勝利を挙げ残りのシーズンも先発として登板したがこの1勝のみで終わった。
2021年は先発での1試合のみの登板に終わった。
2022年はプロ入り後初の先発無登板で中継ぎで18試合に登板しただけで防御率4点台の不調に終わった。
2023年はわずか3試合の登板に終わり、10月5日をもって戦力外通告を受けた。現役続行をかけ、11月15日に12球団合同トライアウトに参加したが、シート打撃での打者3人との対戦で2つの四球を与える結果に終わった。

### オイシックス時代
2023年11月30日、2024年よりイースタン・リーグに新規参加するオイシックス新潟アルビレックス・ベースボール・クラブが薮田の入団を発表した。入団会見時には来季の目標として、チームの勝利に貢献したいとの思いから「TEAM TOP」という言葉を色紙に書いた。
2024年3月16日、オイシックス初のNPBファームリーグ公式戦となる、ヤクルトとのイースタン・リーグ開幕戦に先発登板し、5回1失点と試合を作った。1年間先発ローテーションを守り抜き、26試合の登板で5勝10敗、防御率3.65の成績だった。敗戦、投球回、被安打、与四球、暴投、失点、自責点はリーグ最多で、奪三振と防御率はリーグ3位だった。

## 選手としての特徴
投球フォームはテイクバックが小さく、身長188cmの長身から直球は最速156km/hを記録（2024年時点では最速151km/h）。フォークボールのように変化の大きいツーシームやカットボール、カーブなどを投げる。

## 人物

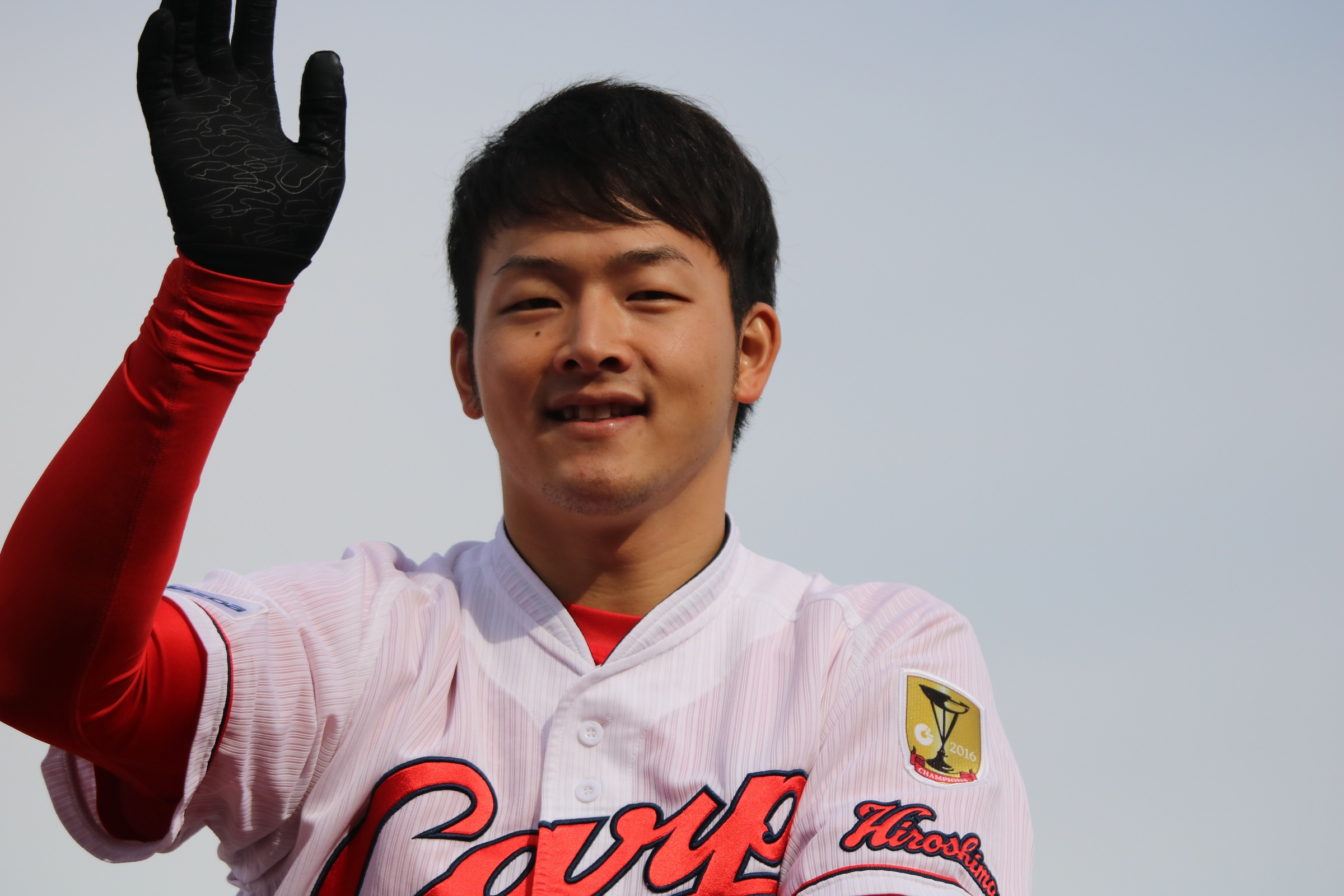
2017/11/25　セ・リーグ優勝パレード

大学時代は怪我のため登板機会が少なく、ほとんど無名だった。薮田の母親は一時期タクシー運転手として働いており、広島の球団オーナー松田元を偶然にも客としてタクシーに乗せ、その際に息子が大学で野球をしていることを紹介したことをきっかけに、広島のスカウトが視察するようになった。
担当スカウトの松本有史は、3年の薮田について「これは凄い逸材に出会ったとビックリしました」と評価していた。その後、薮田は再度故障するものの、松本は母校の伝手で「もう怪我の心配はない」という情報を入手し、また他球団に薮田を指名する動きがあったため、2位での指名に踏み切ったという。
薮田と同じく亜細亜大学出身であるモデルのkarunaと2015年の夏頃より交際。2016年5月に婚約し、翌2017年、karunaの誕生日である5月20日に婚姻届を提出した。

## 詳細情報

### 年度別投手成績
| 年 度     | 球 団     | 登 板 | 先 発 | 完 投 | 完 封 | 無 四 球 | 勝 利 | 敗 戦 | セ 丨 ブ | ホ 丨 ル ド | 勝 率 | 打 者 | 投 球 回 | 被 安 打 | 被 本 塁 打 | 与 四 球 | 敬 遠 | 与 死 球 | 奪 三 振 | 暴 投 | ボ 丨 ク | 失 点 | 自 責 点 | 防 御 率 | W H I P |
| --------- | --------- | ----- | ----- | ----- | ----- | -------- | ----- | ----- | -------- | ----------- | ----- | ----- | -------- | -------- | ----------- | -------- | ----- | -------- | -------- | ----- | -------- | ----- | -------- | -------- | ------- |
| 2015      | 広島      | 6     | 6     | 0     | 0     | 0        | 1     | 2     | 0        | 0           | .333  | 120   | 25.0     | 25       | 3           | 20       | 0     | 2        | 18       | 1     | 0        | 16    | 16       | 5.76     | 1.80    |
| 2016      | 広島      | 16    | 3     | 0     | 0     | 0        | 3     | 1     | 0        | 0           | .750  | 137   | 31.0     | 21       | 3           | 22       | 0     | 2        | 21       | 3     | 0        | 9     | 9        | 2.61     | 1.39    |
| 2017      | 広島      | 38    | 15    | 2     | 2     | 0        | 15    | 3     | 0        | 3           | .833  | 536   | 129.0    | 102      | 10          | 51       | 0     | 4        | 115      | 4     | 0        | 42    | 37       | 2.58     | 1.19    |
| 2018      | 広島      | 9     | 4     | 0     | 0     | 0        | 2     | 1     | 0        | 0           | .667  | 134   | 26.2     | 28       | 4           | 32       | 0     | 1        | 18       | 3     | 0        | 22    | 17       | 5.74     | 2.25    |
| 2019      | 広島      | 4     | 2     | 0     | 0     | 0        | 0     | 2     | 0        | 0           | .000  | 62    | 12.2     | 17       | 4           | 10       | 0     | 0        | 6        | 0     | 0        | 13    | 13       | 9.24     | 2.13    |
| 2020      | 広島      | 28    | 5     | 0     | 0     | 0        | 1     | 2     | 0        | 2           | .333  | 213   | 47.0     | 44       | 5           | 31       | 2     | 0        | 33       | 6     | 0        | 25    | 24       | 4.60     | 1.60    |
| 2021      | 広島      | 1     | 1     | 0     | 0     | 0        | 0     | 0     | 0        | 0           | ----  | 20    | 4.2      | 3        | 0           | 5        | 0     | 0        | 2        | 1     | 0        | 2     | 2        | 3.86     | 1.71    |
| 2022      | 広島      | 18    | 0     | 0     | 0     | 0        | 1     | 0     | 0        | 1           | 1.000 | 103   | 24.0     | 19       | 2           | 14       | 0     | 1        | 16       | 1     | 0        | 11    | 11       | 4.13     | 1.38    |
| 2023      | 広島      | 3     | 0     | 0     | 0     | 0        | 0     | 0     | 0        | 0           | ----  | 21    | 4.0      | 5        | 1           | 3        | 0     | 2        | 2        | 1     | 0        | 4     | 4        | 9.00     | 2.00    |
| 通算：9年 | 通算：9年 | 123   | 36    | 2     | 2     | 0        | 23    | 11    | 0        | 6           | .676  | 1346  | 304.0    | 264      | 32          | 188      | 2     | 12       | 231      | 20    | 0        | 144   | 133      | 3.94     | 1.49    |

- 2023年度シーズン終了時
- 各年度の太字はリーグ最高

### 年度別守備成績
| 年 度 | 球 団 | 投手  | 投手  | 投手  | 投手  | 投手  | 投手     |
| 年 度 | 球 団 | 試 合 | 刺 殺 | 補 殺 | 失 策 | 併 殺 | 守 備 率 |
| ----- | ----- | ----- | ----- | ----- | ----- | ----- | -------- |
| 2015  | 広島  | 6     | 3     | 5     | 1     | 0     | .889     |
| 2016  | 広島  | 16    | 1     | 7     | 0     | 0     | 1.000    |
| 2017  | 広島  | 38    | 11    | 20    | 0     | 0     | 1.000    |
| 2018  | 広島  | 9     | 1     | 4     | 0     | 1     | 1.000    |
| 2019  | 広島  | 4     | 0     | 3     | 0     | 0     | 1.000    |
| 2020  | 広島  | 28    | 1     | 8     | 0     | 1     | 1.000    |
| 2021  | 広島  | 1     | 0     | 1     | 0     | 1     | 1.000    |
| 2022  | 広島  | 18    | 1     | 3     | 0     | 0     | 1.000    |
| 2023  | 広島  | 3     | 1     | 0     | 0     | 0     | 1.000    |
| 通算  | 通算  | 123   | 19    | 51    | 1     | 3     | .986     |

- 2023年度シーズン終了時

### タイトル
- 最高勝率：1回（2017年）

### 記録
初記録
投手記録
- 初登板・初先発登板・初勝利・初先発勝利：2015年7月1日、対読売ジャイアンツ13回戦（東京ドーム）、5回2失点4奪三振
- 初奪三振：同上、1回裏に立岡宗一郎から見逃し三振
- 初ホールド：2017年4月11日、対読売ジャイアンツ1回戦（東京ドーム）、7回裏二死に4番手で救援登板、1回1/3無失点
- 初完投・初完封勝利 : 2017年8月12日、対読売ジャイアンツ19回戦（MAZDA Zoom-Zoom スタジアム広島）、9回無失点6奪三振[11]

打撃記録
- 初打席：2015年7月1日、対読売ジャイアンツ13回戦（東京ドーム）、2回表に杉内俊哉から一犠打
- 初安打：2016年8月31日、対横浜DeNAベイスターズ22回戦（MAZDA Zoom-Zoomスタジアム広島）、4回裏に三嶋一輝から右前安打

その他の記録
- 初登板で対戦した第一打者に被本塁打：2015年7月1日、対読売ジャイアンツ13回戦（東京ドーム）、1回裏4球目を長野久義に左越ソロ ※史上67人目[8]
- オールスターゲーム出場：1回（2017年）

### 背番号
- 23（2015年 - ）

### 登場曲
- 「インペリアル・マーチ」ジョン・ウィリアムズ（2017年 - ）
- 「ドクターXのテーマ」沢田完（2018年）

### 代表歴
- 2017 アジア プロ野球チャンピオンシップ 日本代表